# Gabapentină
Gabapentina este un medicament analog al GABA, care este utilizat ca agent antiepileptic, în tratamentul unor tipuri de epilepsie. Calea de administrare disponibilă este cea orală.
Medicamentul a fost aprobat pentru uz medical în anul 1993. Este disponibil sub formă de medicament generic. În 2020, a fost al zecelea cel mai des prescris medicament din Statele Unite, cu mai mult de 49 de milioane de rețete.

## Utilizări medicale
Gabapentina este utilizată ca medicament anticonvulsivant, în tratamentul unor tipuri de epilepsie, mai exact:
- tratamentul adjuvant al convulsiilor parțiale, cu sau fără generalizare secundară, la copii și adulți
- tratamentul convulsiilor parțiale, cu sau fără generalizare secundară, la adulți și adolescenți.

Mai este indicată în durerea neuropată (durerea din cadrul neuropatiei perferice) și în sindromul picioarelor neliniștite.

## Reacții adverse
Principalele efecte adverse asociate tratamentului cu gabapentină sunt: somnolență, amețeli, anorexie și confuzie.